# Viðidalsfjöll
Viðidalsfjöll är ett berg i republiken Island. Det ligger i regionen Austurland, 300 km nordost om huvudstaden Reykjavík. Toppen på Viðidalsfjöll är 852 meter över havet.
Trakten runt Viðidalsfjöll är nära nog obefolkad, med mindre än två invånare per kvadratkilometer. Det finns inga samhällen i närheten. Trakten runt Viðidalsfjöll är ofruktbar med lite eller ingen växtlighet.